# Miel para Oshún
Miel para Oshún es una película dramática cubana estrenada en el 2001 y dirigida por Humberto Solás.

## Sinopsis
Roberto, joven cubano, quien fuera sacado de Cuba ilegalmente por su padre, cuando tenía siete años, regresa por primera vez a su país de origen. Su propósito fundamental es el reencuentro y confrontación con su madre, quien él cree que lo abandonó a su destino. Este viaje se convertirá también en un decisivo encuentro con su país y su verdadera identidad.

## Palmarés cinematográfico
- Premio Especial del Jurado, XXIII Festival Internacional del Nuevo Cine latinoamericano, La Habana, Cuba, 2001.
- Premio Paoa al mejor actor de reparto, otorgado a Mario Limonta, XIII Festival de Cine de Viña del Mar, Chile, 2001.
- Premio del Público, Festival de Cine de Sevilla, España, 2001.
- Nominada al Premio Goya, España, 2002.
- Gran Premio del Jurado, Festival de Cine Independiente de Washington, Estados Unidos, 2002.
- Premio Ariel al Mejor filme extranjero latinoamericano,  México, 2002.